# Новоалексієвський
Новоалексі́євський (рос. Новоалексеевский) — селище у складі Земетчинського району Пензенської області, Росія.
Населення — 12 осіб (2010; 27 у 2002).
Національний склад станом на 2002 рік:
- росіяни — 100 %